# Judenhof (Grafenau)
Judenhof ist ein Stadtteil von Grafenau im niederbayerischen Landkreis Freyung-Grafenau.
Der Weiler liegt in der Gemarkung Großarmschlag circa zwei Kilometer nordwestlich von Grafenau. Aktueller Bestand sind dreizehn Gebäude mit Wohnraum.

## Geschichte
Der Ort gehörte ursprünglich zur Gemeinde Großarmschlag, die am 1. Januar 1972 nach Grafenau eingemeindet wurde. Am 25. Mai 1987 hatte der Weiler 8 Wohnungen in 7 Gebäuden mit Wohnraum und 36 Einwohner.

## Baudenkmäler
- Kapelle, erbaut Mitte des 19. Jahrhunderts